# Daniel Harnisch
Daniel Harnisch, né le 22 septembre 1992 à Leipzig, est un coureur cycliste allemand. C'est un spécialiste du demi-fond.

## Biographie
Daniel Harnisch participe à ses premières compétitions cyclistes en 2004. 
En 2018 et 2019, il obtient la médaille de bronze au championnat d'Europe de demi-fond, derrière son entraîneur Peter Bäuerlein (de). Il devient ensuite champion d'Allemagne dans cette discipline en 2020,.

## Palmarès sur piste

### Championnats d'Europe
- 2018
  -  Médaillé de bronze du demi-fond
- 2019
  -  Médaillé de bronze du demi-fond
- 2021
  -  Médaillé de bronze du demi-fond
- 2023
  -  Médaillé d'argent du demi-fond

### Championnats nationaux
- 2020
  -  Champion d'Allemagne de demi-fond
- 2022
  -  Champion d'Allemagne de demi-fond